# Yvette Williams
Yvette Winifred Williams, senare gift Yvette Corlett, född 25 april 1929 i Dunedin i Otago, död 13 april 2019 i Auckland, var en nyzeeländsk friidrottare.
Williams blev olympisk mästare i längdhopp vid olympiska sommarspelen 1952 i Helsingfors.